# Clermont (Florida)
Clermont is een plaats (city) in de Amerikaanse staat Florida, en valt bestuurlijk gezien onder Lake County.

## Demografie
Bij de volkstelling in 2000 werd het aantal inwoners vastgesteld op 9333. In 2006 is het aantal inwoners door het United States Census Bureau geschat op 11.982, een stijging van 2649 (28,4%).

## Geografie
Volgens het United States Census Bureau beslaat de plaats een oppervlakte van 29,7 km², waarvan 27,2 km² land en 2,5 km² water.

## Plaatsen in de nabije omgeving
De onderstaande figuur toont nabijgelegen plaatsen in een straal van 16 km rond Clermont.